# Nakajima Ki-49
Le Nakajima Ki-49 fut le premier bombardier du Service aérien de l'Armée impériale japonaise à être armé d'une tourelle en queue d'avion. Cependant, à part ce détail, le Nakajima Ki-49 Donryu (dit Helen dans le code allié) ne constitua jamais une machine exceptionnelle.

## Conception
L'armée de terre émit une note concernant un nouveau bombardier lourd qui devait être suffisamment rapide, puissant et bien armé pour se passer d'escorte de chasse au début de 1938. Le premier prototype fut prêt exactement un an après mais les hésitations de l'armée de terre sur son utilisation retardèrent le projet. Les premiers Ki-49 arrivèrent dans les unités en août 1941. 819 exemplaires furent produits, le dernier en 1944.

## Engagements
Conçu pour remplacer le Ki-21, il ne parvint jamais à atteindre des performances qui lui étaient supérieures et, de ce fait, ne le remplaça qu'en partie. Il montra comme principaux défauts un manque de puissance et une grande faiblesse de l'armement défensif, ce qui en fit toujours une proie facile pour les chasseurs américains. Cependant le Ki-49 possédait aussi des qualités comme un excellent blindage de protection de l'équipage et des réservoirs avec des dispositifs de sécurité efficaces.